# エディフィス

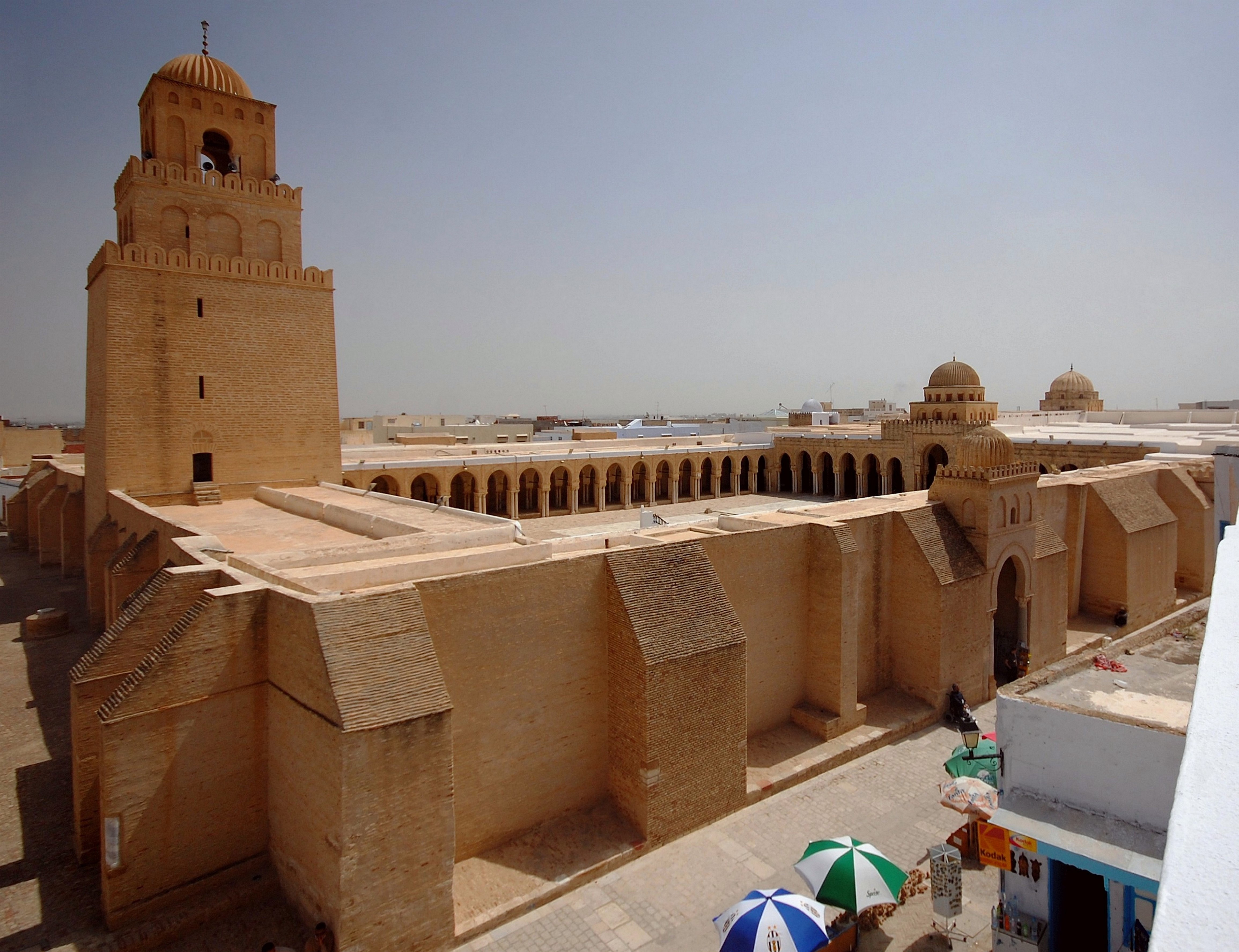
宗教的なエディフィスの例：チュニジアのケルアンの大モスク。

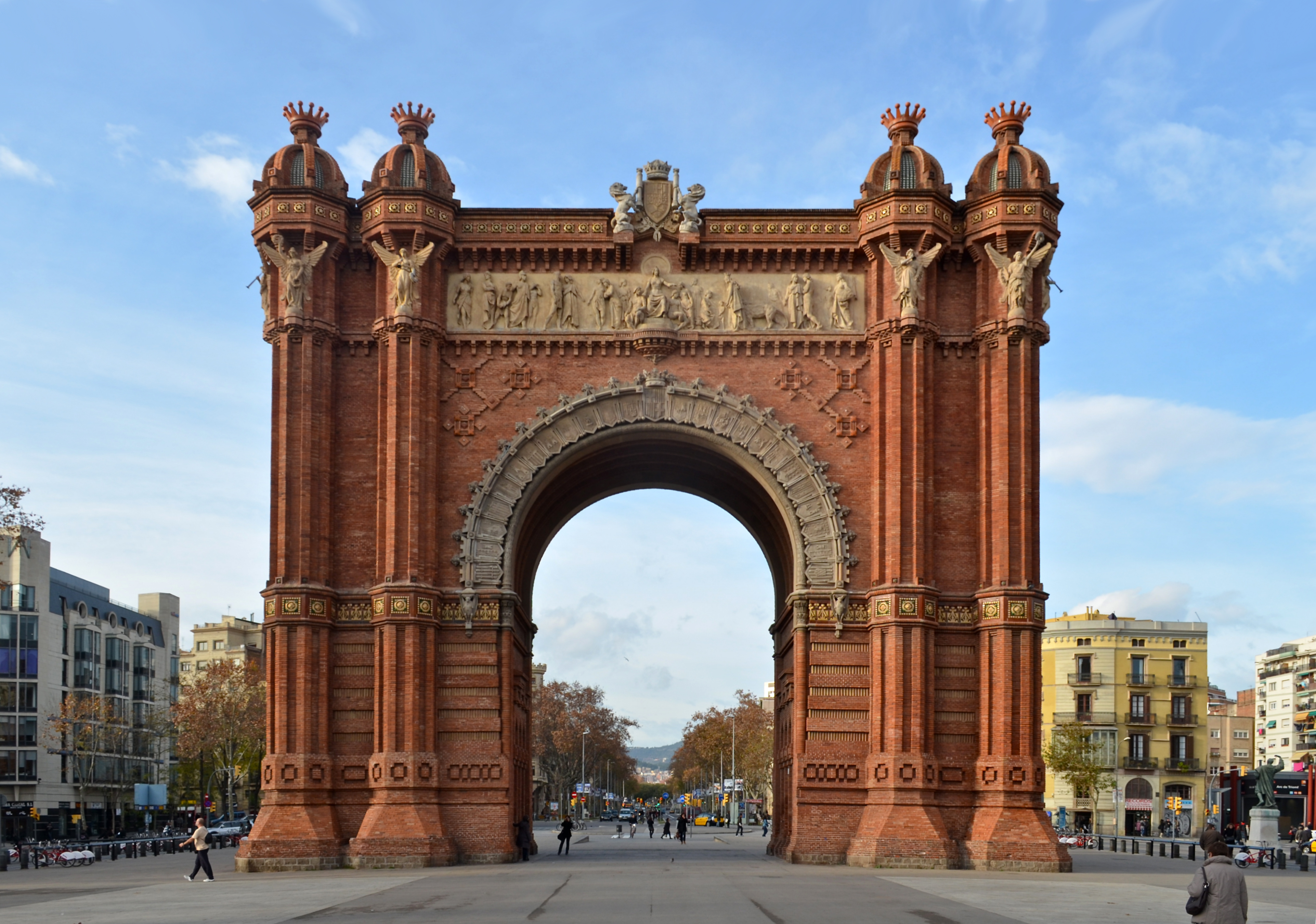
壮麗さの披瀝のためのエディフィスの例：スペイン、バルセロナの凱旋門。

エディフィス（フランス語: édifice）は、建設によって造形される芸術作品としての建物を意味するフランス語由来の言葉。建築物、ないし、モニュメントの類義語である。通常この用語は、神殿、宮殿、その他の大規模な公共の建物についてしか用いない。
『アカデミー・フランセーズ辞典 (Dictionnaire de l'Académie française)』初版（1694年）は、建物を建設するとき、エディフィスは立ち上げられる、とした。エミール・リトレの『フランス語辞典 (Dictionnaire de la langue française)』第2版（1873年）は、「人が構築するのは建物であり、それが小屋なら小さな建物、兵舎であれば大きなものになるかもしれない。中でもエディフィスと称されるものには、より多くの芸術性、壮大さ、高さ、より強靭な部材が必要とされる。高さがさほどでもない公共市場は、大きな建物に過ぎないが、オテル・デ・ザンヴァリッド（廃兵院）の教会はエディフィスである。それはモニュメントとして後世に教えを伝えるために役立ち、人民なり、人間の偉大さ象徴するものとして残されている。」と説明している。
また、神谷武夫は、通常なら建築と訳されることが多い「architecture」に「原術」という訳語を当てた上で、これと関連づけて、「物理的な存在としての「建物」（エディフィス）に内在する芸術、方法が「原術」（アルシテクチュール）なのである。」と説明している。単なる実用的な建造物であるだけでなく、芸術、方法としてのアーキテクチャが内在する建物がエディフィスなのである。
エディフィスの例としては、次のようなものがある。
- 実用的な建築（橋、壁で囲まれたテラス）
- 単体ないし複数の建物に、生活空間や商品を扱う施設などが、共通した目的の有無にかかわらず組み込まれた建築、または産業の複合体
- 壮麗さの披瀝や、合意を体現するものとして建造される建物（モニュメント類（凱旋門、オベリスクなど））
- 宗教的な性格を持つ建造物（教会、モスク、神殿）

建設の芸術は、経済セクターと産業の連携からもたらされる建物の建設の仕事から生まれる。
エディフィスの設計という芸術は、その全体的な形だけでなく、異なる部屋のインテリアデザインも含めて、アーキテクチャと称される。エディフィスの構想に関わる学問は、土木工学と称され、また、都市全体の構造物について、それらを集積してネットワーク（道路、上下水道など）に接続していく学問をユルバニスム（都市工学）という。